# Adolphe de Waldeck
Adolphe de Waldeck, mort en 1302, est prince-évêque de Liège du 1er septembre 1301 au 13 décembre 1302.
Ce chanoine de Liège, docteur en théologie dut faire face à une insurrection de Huy et de Fosses. Face à l'usure réprouvée par une bulle de Boniface VIII, il chasse ceux-ci personnellement de la Cité. Il aurait été empoisonné par les Lombards.

## Biographie
Adolphe de Waldeck est le fils du Comte de Waldeck et d'Hélene Waldeck fille du Marquis de Brandebourg. Il renonce à ses tires pour pouvoir accéder à la prêtrise. 
En 1286, Adolphe de Waldeck est devenu prévôt d'Utrecht. 
Le 1 Septembre 1301, il est nommé Évêque de Liège par le Pape Boniface VIII. 
Le Pape a lancé une bulle contre l'usure et les personnes qui le pratiquent. Voyant que les autorités n'arrivaient pas à endiguer ce phénomène, Adolphe de Waldeck, sorti lui même en grande tenue et avec ses gens d'armes, se rendit dans les maisons des usuriers les plus connus, défonça leurs portes et les chassa de la ville. Il ne rencontra que très peu de résistance.
Le 7 juillet 1302, l'Évêque de Liège met fin à l'insurrection de Fosses.
Le 11 juillet 1302, il fait cause commune avec le peuple après la Bataille de Courtrai. 
Le 30 juillet de la même année, il rétablit l'ordre à Huy.  
Mort quelque temps après, il est inhumé dans l'Église de Saint Lambert.  